# Station Rozedranka
Station Rozedranka is een spoorwegstation in de Poolse plaats Nowa Rozedranka.